# 有田将太
有田 将太（ありた まさひろ、1987年1月1日 - ）は、日本のラグビーユニオン選手。

## プロフィール
- 福岡県出身[1]。
- ポジションはフランカー(FL)。
- 身長 174cm、体重 88kg
- ニックネームはあり。
- 九州代表に選ばれたことがある。
- 弟の隆平もラグビー選手[2]（現・神戸製鋼スティラーズ）。

## 略歴
ラグビーを始めたきっかけは兄の背中を追いかけたことから。
2005年、東福岡高校卒業後、法政大学に入学する。
2008年、法政大学ラグビー部の主将に就任した。
2009年、法政大学卒業後、コカ・コーラウエストレッドスパークス（現・コカ・コーラレッドスパークス）に加入。
2011年12月17日に行われたジャパンラグビートップリーグ第7節のサントリーサンゴリアス戦にて途中出場で公式戦初出場を果たす。
2018年、コカ・コーラレッドスパークスを退団した。